# Возвратный тиф
Возвратный тиф (лат. typhus recurrens) — собирательное название, объединяющее эпидемический (переносчик возбудителя — вошь) и эндемический (переносчик возбудителя — клещ) спирохетозы, протекающие с чередованием приступов лихорадки и периодов нормальной температуры тела. Возвратный тиф относится к группе забытых болезней.

## История понятия
До развития микробиологии эти заболевания объединяли с другими инфекционными заболеваниями, сопровождающимися «затуманенностью» сознания, под общим названием тиф. В качестве отдельных видов этого заболевания выделяют эпидемический тиф (переносимый вшами) и эндемический клещевой.

## Эпидемиология
Возвратный тиф встречается во всём мире, за исключением Австралии, в виде спорадического, эпидемического или эндемического заболевания. Наибольшая заболеваемость и самые тяжёлые формы возвратного тифа отмечены в Африке. Так, только в Судане в течение десяти лет после Первой мировой войны в результате этого заболевания погибло около 100 000 человек — почти 10 % всего населения страны. Возвратный тиф свирепствует также в Индии, крупные эпидемические вспышки отмечались на территории России и в странах Балканского полуострова. В Индии, Иране, странах Юго-Восточной Азии возвратный тиф относится к эпидемическим инфекциям. В европейских странах и США заболевание встречается реже и протекает в более лёгкой форме. Скученное проживание и антисанитарные условия способствуют распространению болезни. В странах Африки, Азии, Европы и Южной Америки заболевание передаётся вшами рода Pediculus, которые паразитируют на человеке. Клещевой возвратный тиф, встречающийся как эндемическое заболевание в странах Африки, Азии и Европы, в Северной Америке (включая Канаду и Мексику), в Центральной Америке и некоторых регионах Южной Америки, передаётся клещами рода Ornithodorus.

## Возбудители и переносчики
Возбудители возвратного тифа относятся к спирохетам рода Borrelia, в частности один из наиболее распространённых возбудителей тифа эпидемического — боррелия Обермейера (Borrelia recurrentis), открытая в 1868 году Отто Обермейером.
Клещевой возвратный тиф — зоонозное трансмиссивное заболевание. Возбудителями являются многие виды боррелий: В. duttonii, В. crocidurae, В. persica, В. hispanica, В. latyschewii, В. caucasica, распространённые в определённых географических зонах. Эти боррелии сходны с возбудителем эпидемического возвратного тифа по морфологии, резистентности к действию факторов окружающей среды, биологическим свойствам.

### Переносчики
Клещевой возвратный тиф является облигатно-трансмиссивным заболеванием. Переносится клещами семейства Argasidae, такими как Ornithodoros erraticus, Ornithodoros sonrai, Ornithodoros moubata, Ornithodoros papillipes (поселковый клещ), Argas persicus (персидский клещ). Клещи являются резервуарными хозяевами спирохет. Резервуаром боррелий различных видов в природных очагах являются также разные виды грызунов. Заражённость клещей сохраняется в течение всей их жизни (около 10 лет). Имеет место и трансовариальная передача возбудителей, которые проникают в яйцевод и яйцеклетки членистоногих. В природных очагах происходит постоянная циркуляция возбудителя от грызунов к клещам и обратно. Животные и паразитирующие на них клещи обычно накапливаются в норах, пещерах, но находят для себя обитание и в различных хозяйственных строениях в населённых пунктах.
Человек заражается при укусах клеща. На месте инокуляции возбудителя образуется папула (первичный аффект). Патогенез и клинические проявления клещевых возвратных тифов сходны с эпидемическим. Заболевания чаще возникают в тёплое время года с активизацией жизнедеятельности клещей.
Население эндемичных по клещевому возвратному тифу районов приобретает определённую степень невосприимчивости к циркулирующим возбудителям — в сыворотке крови у них обнаруживаются антитела к боррелиям, распространённым в этом регионе. Заболевают же главным образом приезжие.
Переносчики эпидемического возвратного тифа — вши Pediculus humanus capitis (головная), P. humanus humanus (платяная). Вошь, насосавшись крови больного, становится способной заразить человека в течение всей своей жизни, так как для вшей боррелии непатогенны, а в гемолимфе насекомого микроорганизмы хорошо размножаются. Трансовариальной передачи боррелий у вшей не существует. Человек заражается, втирая содержащую боррелий гемолимфу вшей (при расчёсывании укуса, раздавливании насекомого) (контаминативное заражение). В окружающей же среде боррелии быстро погибают. При действии температуры 45—48 °C гибель наступает через 30 мин. Эпидемическим возвратным тифом болеют только люди.

## Течение болезни. Патогенез
Попав во внутреннюю среду организма, боррелии внедряются в клетки лимфоидно-макрофагальной системы, где размножаются, а затем поступают уже в большем количестве в кровь. Под влиянием бактерицидных свойств крови они частично разрушаются, и при этом освобождается эндотоксин, повреждающий кровеносную и центральную нервную системы. Токсикоз сопровождается лихорадкой, а в селезёнке и печени возникают очаги некроза. За счёт образующихся под влиянием антител агрегатов из боррелий, которые задерживаются в капиллярах внутренних органов, нарушается местное кровообращение, что приводит к развитию геморрагических инфарктов.
Первый лихорадочный период болезни завершается образованием антител против боррелий первого поколения. Под влиянием этих антител возникают микробные агрегаты с нагрузкой тромбоцитов и большая часть боррелий погибает. Клинически это выражается наступлением ремиссии. Но часть возбудителей меняют антигенные свойства, становятся устойчивыми к образовавшимся антителам и в дальнейшем сохраняются в организме. Это новое поколение боррелий размножается и, наводняя кровяное русло, даёт новый приступ лихорадки. Образующиеся антитела против второго поколения возбудителя лизируют значительную часть из них, но не полностью. Устойчивые возбудители, изменившие антигенную специфичность, размножаясь, вновь дают рецидив болезни. Так повторяется несколько раз. Выздоровление наступает только тогда, когда в крови появляется спектр антител, лизирующих все антигенные варианты боррелий.
Перенесённое заболевание не оставляет прочного иммунитета. Образовавшиеся антитела сохраняются непродолжительное время.

## Клиническая картина
Первый приступ начинается внезапно: кратковременный озноб сменяется жаром и головной болью; появляются боли в суставах и мышцах (главным образом икроножных), тошнота и рвота. Температура быстро поднимается, пульс частый, кожа сухая. В патологический процесс вовлекается нервная система, часто возникает делирий. На высоте приступа появляются различной формы высыпания на коже, увеличиваются селезёнка и печень, иногда развивается желтуха. Во время лихорадки могут отмечаться признаки поражения сердца, а также бронхит или пневмония. Приступ продолжается от двух до шести дней, после чего температура падает до нормальной или субфебрильной и самочувствие больного быстро улучшается. Однако через 4—8 суток развивается следующий приступ с теми же симптомами. Случаи заболевания без повторных приступов редки.
Для вшиного возвратного тифа характерны один-два повторных приступа, которые заканчиваются полным выздоровлением и временным иммунитетом. Для клещевого возвратного тифа характерны четыре и более приступов лихорадки, они короче и легче по клиническим проявлениям, хотя второй приступ может быть тяжелее, чем первый.

## Лабораторная диагностика
Во время приступа, на высоте лихорадки возбудитель сравнительно легко может быть обнаружен в крови больного. Для этого готовят препараты толстой капли или мазка крови, окрашивают по Романовскому — Гимзе или фуксином и микроскопируют. Можно микроскопировать капли крови в тёмном поле, наблюдая подвижность боррелий. Метод серологической диагностики состоит в постановке реакций лизиса, РСК.
Дифференциацию эпидемического от эндемического возвратного тифа проводят в биологическом опыте: морской свинке вводят кровь больного. Боррелии эпидемического возвратного тифа в отличие от эндемического не вызывают заболевание животного. При клещевом тифе свинка заболевает на 5—7 день, и в её крови обнаруживаются боррелии.

## Профилактика
Профилактика эпидемического тифа сводится к борьбе со вшами, избегании контакта с завшивленными больными. В настоящее время в России и во многих других странах эпидемический возвратный тиф не встречается.
Профилактика клещевого возвратного тифа состоит в защите людей от нападения клещей, уничтожении грызунов и насекомых в природных очагах.

## Лечение
Для лечения эпидемического возвратного тифа используют антибиотики (пенициллин, левомицетин, хлортетрациклин) и мышьяковистые препараты (новарсенол). При лечении клещевого тифа используются антибиотики тетрациклинового ряда, левомицетин, ампициллин.

## Прогноз
В большинстве районов мира, за исключением некоторых стран Центральной Африки, заболевания возвратным тифом редко заканчиваются летальным исходом, особенно у здоровых, полноценно питающихся людей. Эпидемии возвратного тифа среди ослабленных групп населения в условиях плохой медицинской помощи могут сопровождаться высокой смертностью среди заболевших — до 60—80 %. К осложнениям возвратного тифа относятся миокардит и воспалительные поражения глаз, инфаркты и абсцессы селезёнки, дерматит, пневмония, временные параличи и парезы, разнообразные психические нарушения от сумеречного сознания до маниакальных состояний.